# Магомедов, Магомед Алиханович
Магомед Алиханович Магомедов (25 января 1962; Цуриб, Чародинский район, Дагестанская АССР, РСФСР, СССР) — советский и российский тренер по вольной борьбе ДЮСШ в селе Цуриб, Заслуженный тренер России. 

## Карьера
С начала 1980-х годов работает тренером в цурибской ДЮСШ. Является первым тренером Абдулрашида Садулаева. На призы Магомедова в Цурибе проходит турнир по вольной борьбе. В 2017 году в социальных сетях начала распространяться информация, что Магомедов забыт всеми и живет в большой нужде. В соцсетях поместили фото его сарая, посчитав его домом, однако, Абдулрашид Садулаев опроверг эту новость. 24 июля 2017 года ему было присвоено звание заслуженный тренер России.

## Известные воспитанники
- Садулаев, Абдулрашид Булачевич — двукратный олимпийский чемпион;
- Шапиев, Расул Шапиевич — участник чемпионата Европы;

## Личная жизнь
Является другом отца Абдулрашида Садулаева — Булача, с которым делил комнату в общежитии в Махачкале, когда учился в мединституте.